# 扎拉夫尚 (塔吉克斯坦)
扎拉夫尚（俄语：Зеравшан）是塔吉克斯坦西北部的城鎮。它位於吉薩爾山脈的北坡。位於粟特州艾尼區。該鎮總人口為2,400人（2020年1月）。